# Moses B. Russell

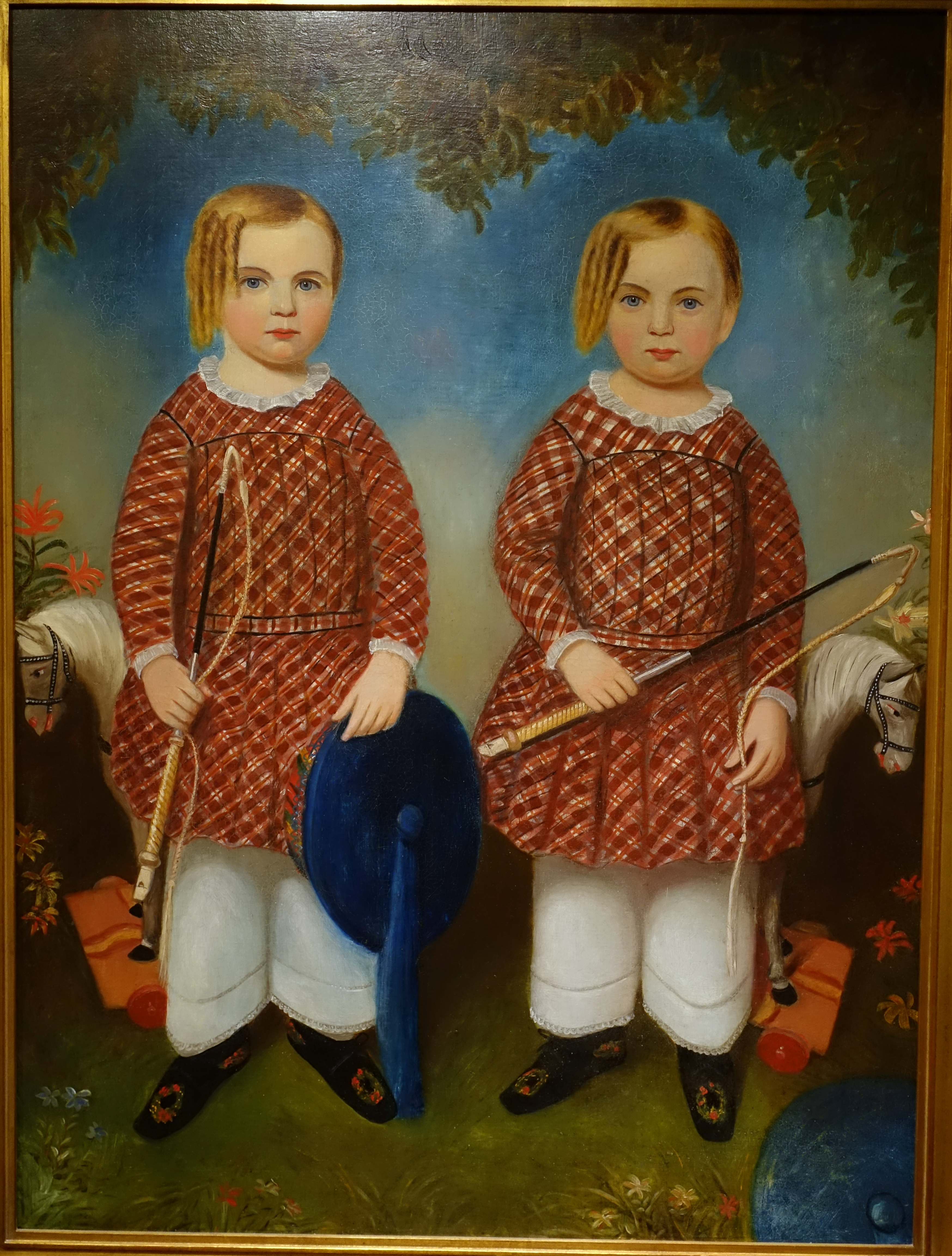
Moses B. Russell: The Wonson Twins (Öl auf Leinwand, ca. 1846). Cape Ann Museum, Gloucester, Massachusetts

Moses Baker Russell (* 5. April 1809 in North Woodstock, New Hampshire; † 30. Januar 1884 in Boston, Massachusetts) war ein US‑amerikanischer Porträt‑ und Miniaturmaler.

## Leben
Moses Baker Russell entstammte einer Familie aus New Hampshire. Er war der Sohn von Peletiah Russell und der Enkel von Peter Russell. Er arbeitete mehr als fünfzig Jahre lang in Boston als Miniaturmaler, Ölporträtist und Daguerreotypist. Er stellte im Boston Athenaeum, in der Harding Gallery, in der Boston Art Association, in der Boston Mechanics Association sowie im American Institute of the City of New York aus. Nach seiner Hochzeit mit der Miniaturmalerin Clarissa Peters im Jahr 1839 zeugten Russells Werke von zunehmender Kunstfertigkeit und Raffinesse. Einige Jahre lang förderte Clarissa seine Karriere, indem sie Werke unter seinem Namen malte. Dies verwirrt Wissenschaftler und Sammler bis heute. Im Jahr 1852 verließ Russell seine Frau und seinen Sohn in Boston, reiste nach Italien und lebte anschließend in New York City und Philadelphia, bevor er 1861 nach Boston zurückkehrte. Nach den 1840er Jahren gab er die Miniaturmalerei auf und widmete sich anderen Genres in Öl. Russell überlebte seine Frau um dreißig Jahre. Er verstarb am 30. Januar 1884 in Boston und wurde in Woodstock, Grafton County, New Hampshire, USA, bestattet.

## Werk
Moses B. Russell wurde vor allem für seine Miniaturporträts in Aquarell auf Elfenbein bekannt, weniger für seine Ölporträts und Stillleben. Seine Miniaturen zeigen eine feine, naturalistische Pinselführung und sind oft in den damals im bürgerlichen Umfeld beliebten, kleinen, ovalen Formaten gehalten. Seine Schaffenszeit erstreckte sich über mehr als fünf Jahrzehnte, in denen er Aquarelle, Gouachen und Ölbilder schuf. Stilistisch sind seine Werke in der amerikanischen Folk-Art (Volkskunst) Tradition und der aufkommenden bürgerlichen Porträtmalerei verwurzelt.